# District de Kiên Lương
Kiên Lương est un district rural de la province de Kiên Giang dans le delta du Mékong au sud du Viêt Nam. 

## Géographie
La superficie du district de Kiên Lương est de 906 km2. 
Le chef-lieu du district est Kiên Lương.